# Циммерман, Николай Владимирович
Никола́й Влади́мирович Циммерма́н (8 [20] марта 1890, Одесса) — 14 февраля 1942, Ленинград) — советский астроном. 

## Биография
Сын математика Владимира Акимовича Циммермана.
В 1912 году окончил Новороссийский университет и был оставлен при нём для подготовки к научной деятельности. С 1915 года и до конца жизни работал в Пулковской обсерватории, в 1938—1942 возглавлял её астрометрический отдел. с 1937 также — профессор Ленинградского университета. Умер в Ленинграде во время блокады.

## Научный вклад
Научные работы относятся к астрометрии. 
В 1915—1917 годах проводил наблюдения на пулковском зенит-телескопе, позднее составил каталог склонений звёзд из списка программы этого телескопа. 
В 1917—1924 годах получил высококачественный ряд наблюдений на пассажном инструменте Николаевского отделения Пулковской обсерватории. 
Составил каталог опорных звезд в зоне склонений +45°-+60° для фотографического перенаблюдения зон каталога «Astronomische Gesellschaft». В 1934—1939 по плану, разработанному Циммерманом, и под его общим руководством на пяти обсерваториях были проведены наблюдения для каталога 2 957 ярких звёзд в зоне склонений −10°-+90°.
Уже после его смерти этот труд был завершен пулковскими астрономами и издан в 1948 году.

## Признание
- Председатель Астрометрической комиссии Астрономического совета АН СССР (1937—1942).
- Лауреат премии им. Ф. А. Бредихина АН СССР (1948, посмертно).
- В честь Н. В. Циммермана назван астероид (3100) Циммерман, открытый в 1977 году советским астрономом Николаем Черных.